# 屈尼欧
屈尼欧（法語：Cugnaux，法語發音：[kyɲo]）是法国上加龙省的一个市镇，属于图卢兹区。

## 地理
屈尼欧（43°32'16"N, 1°20'37"E）面积13.01 平方千米，位于法国奧克西塔尼大區上加龙省，该省份为法国西南部内陆省份，西南端与西班牙接壤，自此顺时针与上比利牛斯省、热尔省、塔恩-加龙省、塔恩省、奥德省和阿列日省接壤。
与屈尼欧接壤的市镇（或旧市镇、城区）包括：图尔讷弗耶、图什河畔普莱桑斯、加龙河畔波尔泰、圖盧茲、托洛萨讷新城。

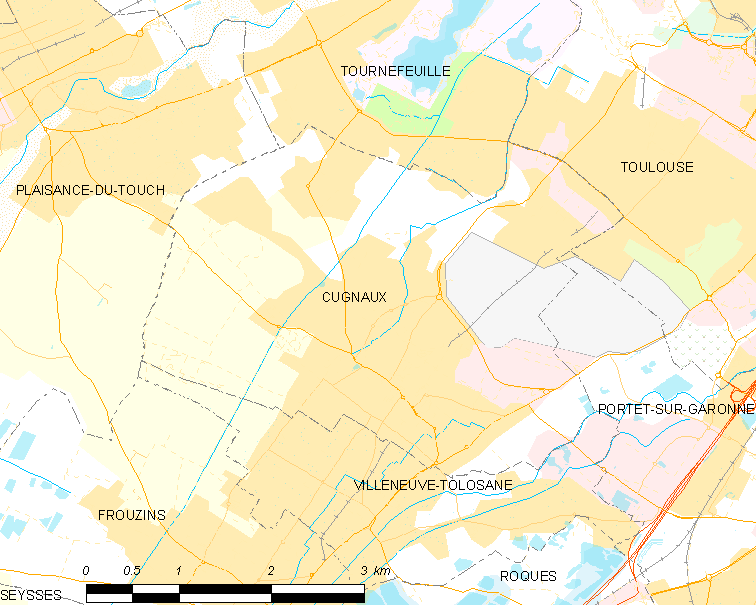
屈尼欧的OSM定位图

屈尼欧的时区为UTC+01:00、UTC+02:00（夏令时）。

## 行政
屈尼欧的邮政编码为31270，INSEE市镇编码为31157。

## 政治
屈尼欧所属的省级选区为图尔讷弗耶县。

## 人口

1962-2008年间屈尼欧人口变化图示

屈尼欧于2022年1月1日时的人口数量为20239人。